# Blechhammer (Eibenstock)

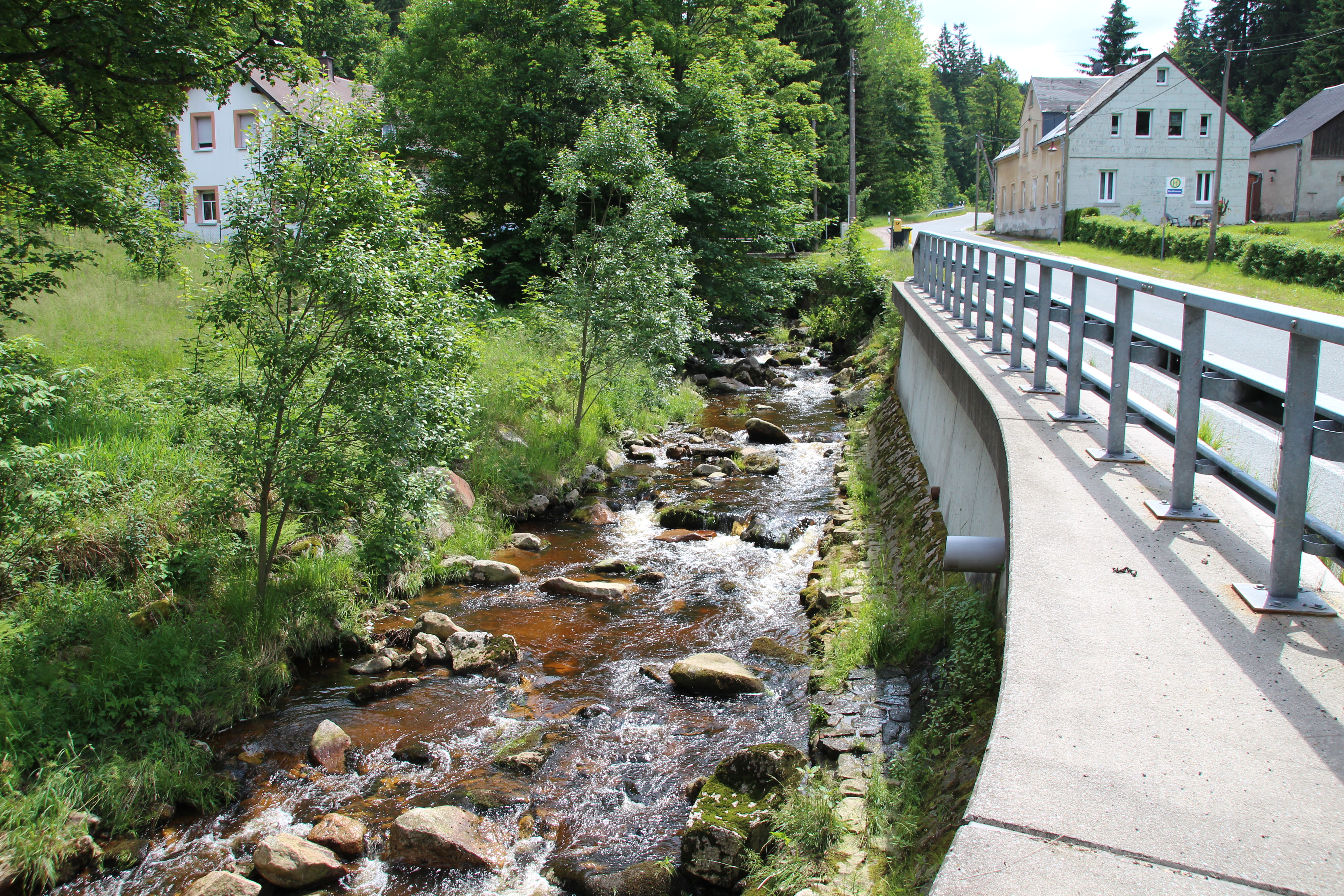
Oberer Teil von Blechhammer mit der Wilzsch und früherem Gasthaus

Blechhammer ist eine zum Ortsteil Carlsfeld der Stadt Eibenstock im sächsischen Erzgebirgskreis gehörige Siedlung an der Wilzsch.

## Name
Namensgebend dürfte der frühere Blechhammer gewesen sein, der die Wasserkraft der Wilzsch für den Antrieb nutzte.

## Geografie
Blechhammer liegt im Westerzgebirge in einer Höhe von etwa 725 m ü. NN an der Einmündung der Kleinen Wilzsch in die Wilzsch. Durch die Siedlung führt die Staatsstraße 276 von Wilzschhaus nach Carlsfeld. Die Siedlung liegt nach der Naturraumkarte von Sachsen in der Mikrogeochore „Carlsfelder Wilzsch-Tal“ und ist Teil der Mesogeochore „Eibenstocker Bergrücken“. Wilzschabwärts liegt die frühere Siedlung Wilzschmühle.

## Klima
Das Talgebiet der Wilzsch gehört mit einer Jahresmitteltemperatur von 5,1 °C bis 6,1 °C (flussab) zu den kältesten Gebieten des oberen Westerzgebirges. Es zählt hinsichtlich der Luftbewegung zu den austauscharmen Tallagen mit dadurch verursachter besonderer Frostgefährdung. Im Bereich der Wilzsch gibt es „windgeschützte, aber frostanfällige Tallagen aufgrund von Strahlungsdefiziten“, zahlreichen Nebeltagen sowie „Sonn- und Schatthängen“.

## Geschichte

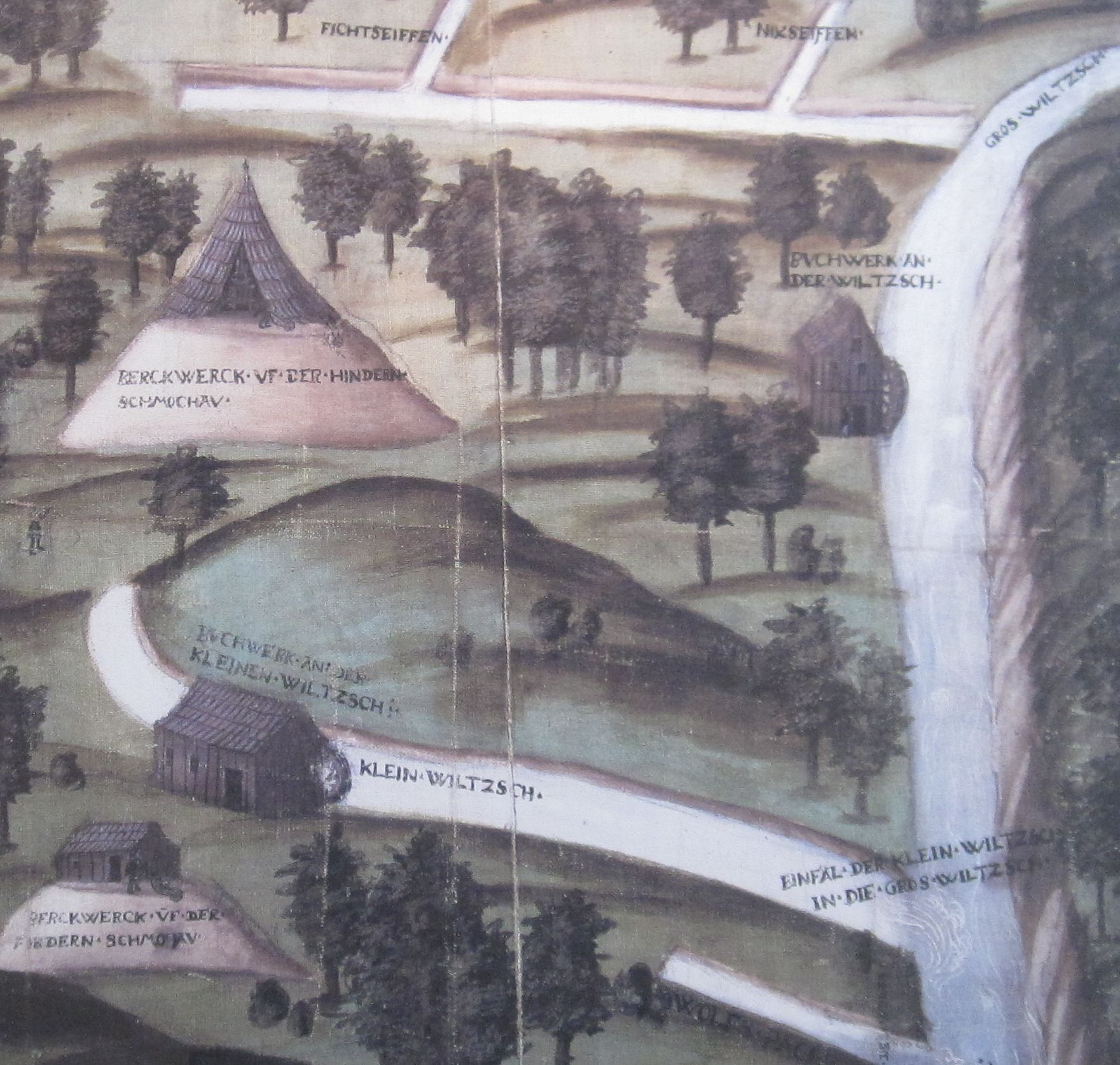
Mündung der Kleinen Wilzsch in die Wilzsch mit Pochwerk auf einer Bergwerkskarte von 1520 im Museum des Bergarchivs Freiberg

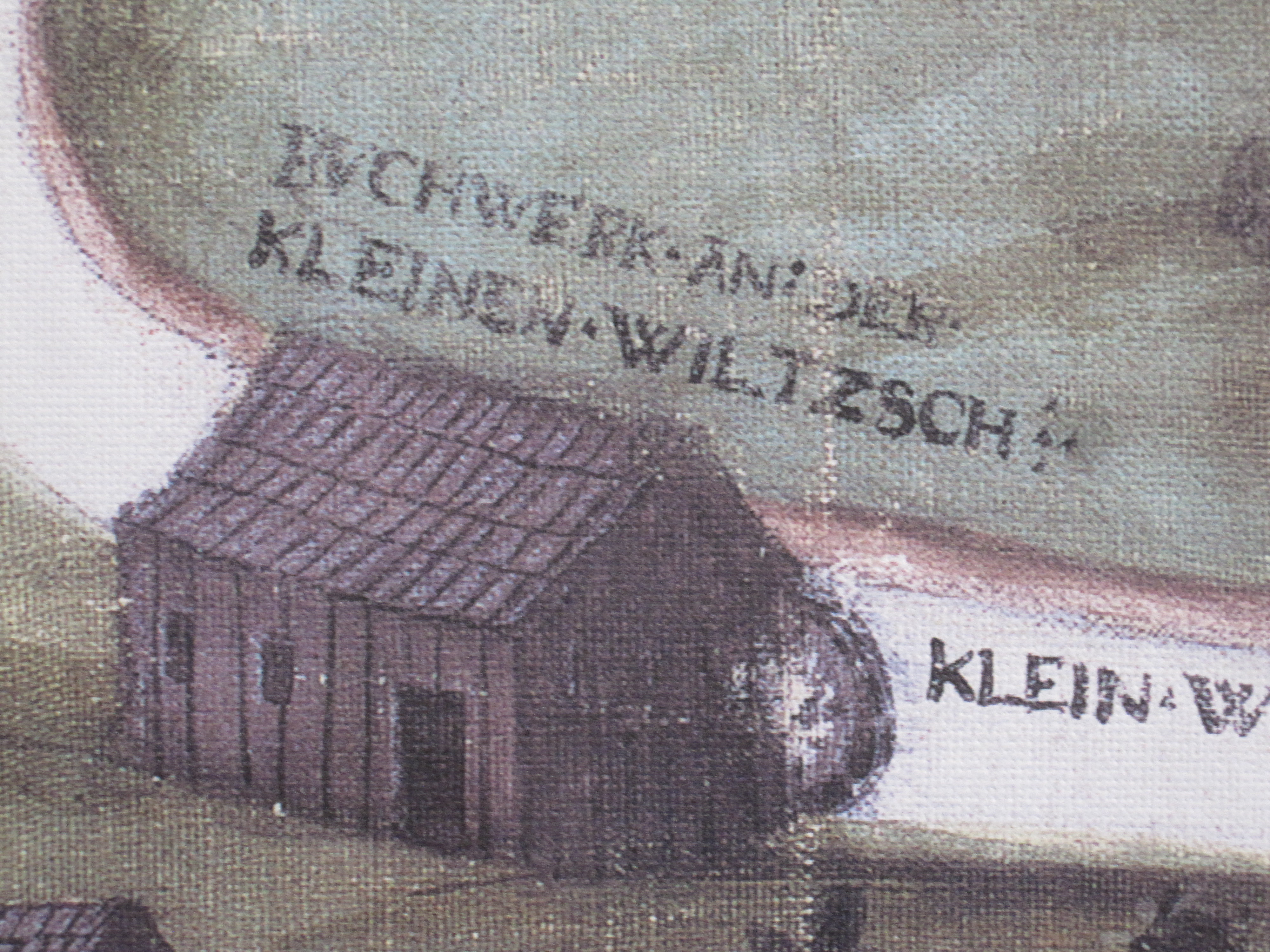
Pochwerk an der Kleinen Wilzsch östlich von Blechhammer

Im Bereich des vom Riedertberg (775 m ü. NN) geprägten Waldgebietes zwischen Eibenstock, Zwickauer Mulde und der Wilzsch wurde schon um 1500 ertragreicher Zinnbergbau betrieben. Nicht weit von der Mündung der Kleinen Wilzsch lag ein Pochwerk, das zur Aufbereitung des in den beiden Zinnbergwerken „Vordere und Hintere Schmochau“ geförderten Erzes diente. 1805 wird in einem Bericht über die Blechhämmer im Erzgebirge ein Blechhammer als „der Carlsfelder, bey dem Flecken Carlsfeld“ erwähnt. Ob es sich dabei um den in Carlsfeld oder um einen in Blechhammer handelt, ist unklar. In Blatt 211 der Sächsischen Meilenblätter von 1791 findet sich für Blechhammer die Eintragung „Blech- und Eisen-Hammer“. Blechhammer existiert als Siedlung seit Anfang des 19. Jahrhunderts. In einer Landkarte von etwa 1900 wird die Siedlung mit „Blech- und Eisenhammer“ bezeichnet. In unmittelbarer Umgebung gab es einen Stabhammer und als Sägewerk die Brettmühle. Die Wasserkraft der Wilzsch wurde auch für eine Holzschleiferei genutzt. Sie war als Holzstofffabrik ein Zweigbetrieb der kurz vor 1900 in Schönheiderhammer im Tal der Zwickauer Mulde gegründeten Papierfabrik und Holzschleiferei Gustav Bretschneider GmbH. Nach dem Konkurs der Mutterfirma im Jahr 1933 erwarb sie ein Grünstädteler Unternehmen. Bis wann die Holzschleiferei bestand, ist unbekannt. Einen großen Zuwachs an Bedeutung erlebte Blechhammer mit dem Bau der Schmalspurbahn Wilkau-Haßlau–Carlsfeld, die hier einen eigenen Haltepunkt erhielt und am 22. Juni 1897 zwischen Wilzschhaus und Carlsfeld eröffnet wurde. Um 1900 blühte dadurch in Blechhammer auch der Tourismus auf, was zur Einrichtung eines heute nicht mehr existierenden Straßengasthauses führte. Ein Wasserfall wurde als Sehenswürdigkeit vermarktet.
Östlich des Ortes steht im Bereich des früheren Haltepunkts der Eisenbahn am Abzweig des Kleinen Wilzschweges einer der  Meilensteine, die zwischen 1859 und 1866 in Sachsen aufgestellt wurden. Dieser Stein wurde nach 1990 restauriert.
Blechhammer gehörte zur Gemeinde Carlsfeld und wurde mit dieser 1997 in die Stadt Eibenstock eingemeindet.

## Galerie

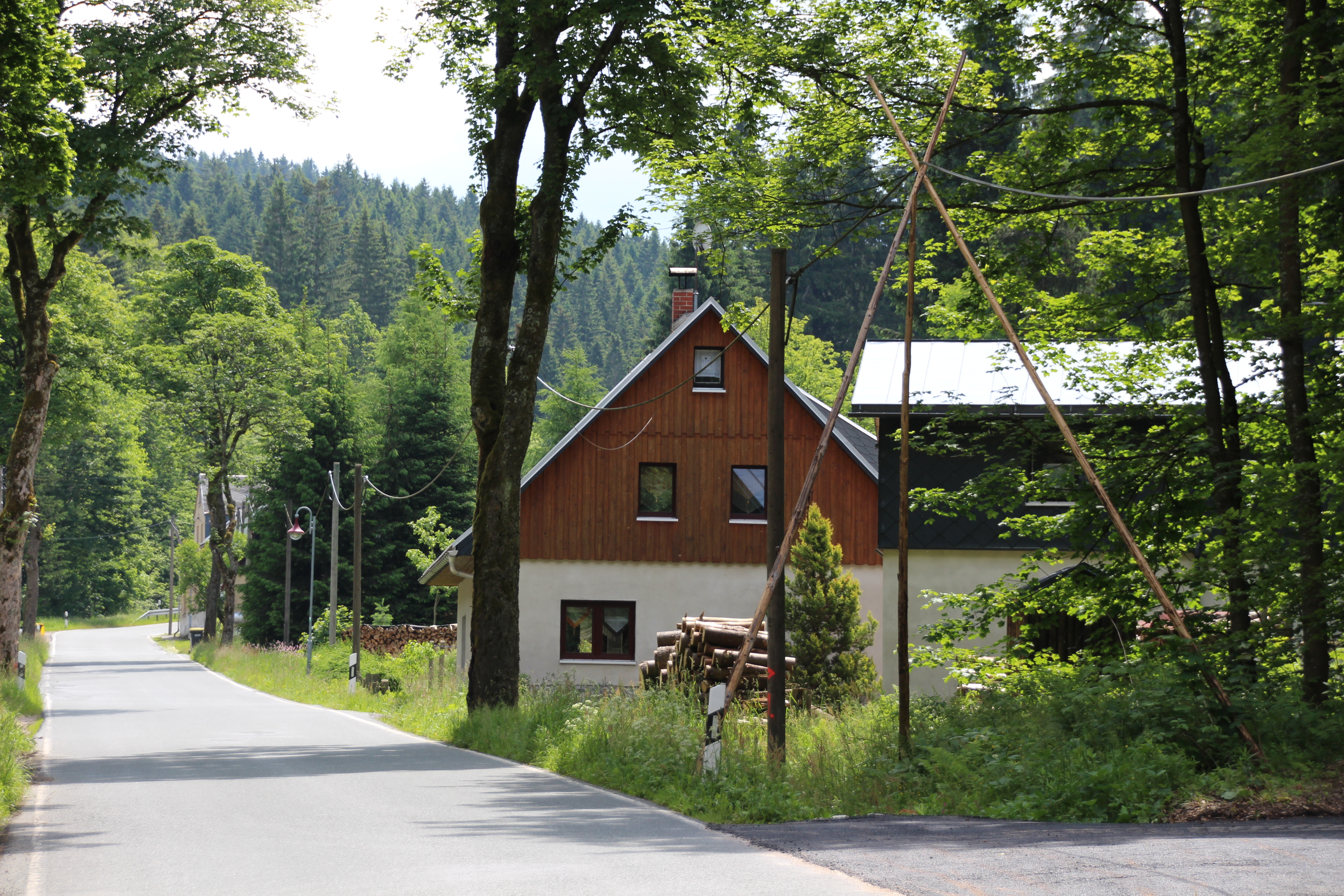
Unterer Teil von Blechhammer
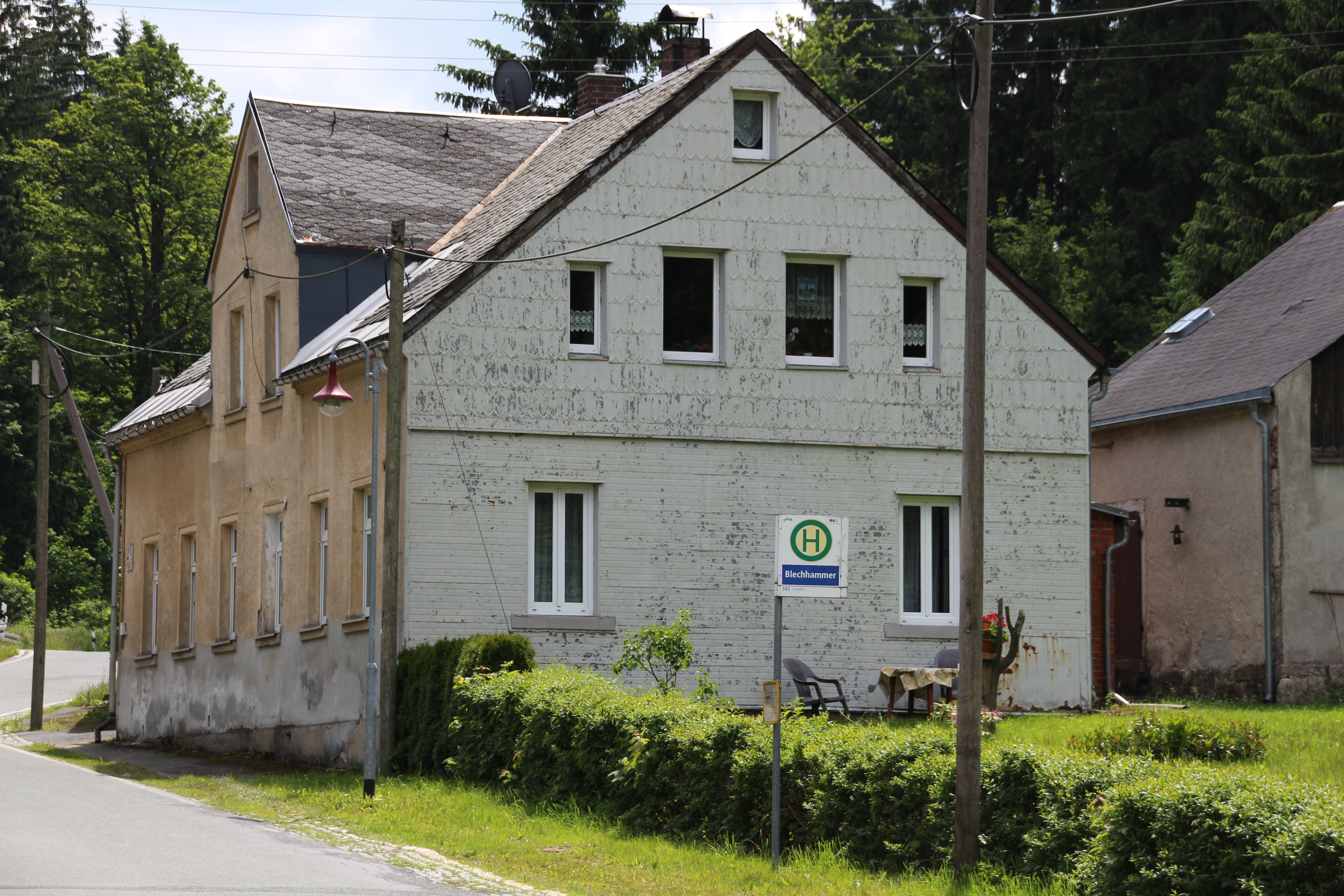
Früheres Gasthaus an der Straße nach Carlsfeld
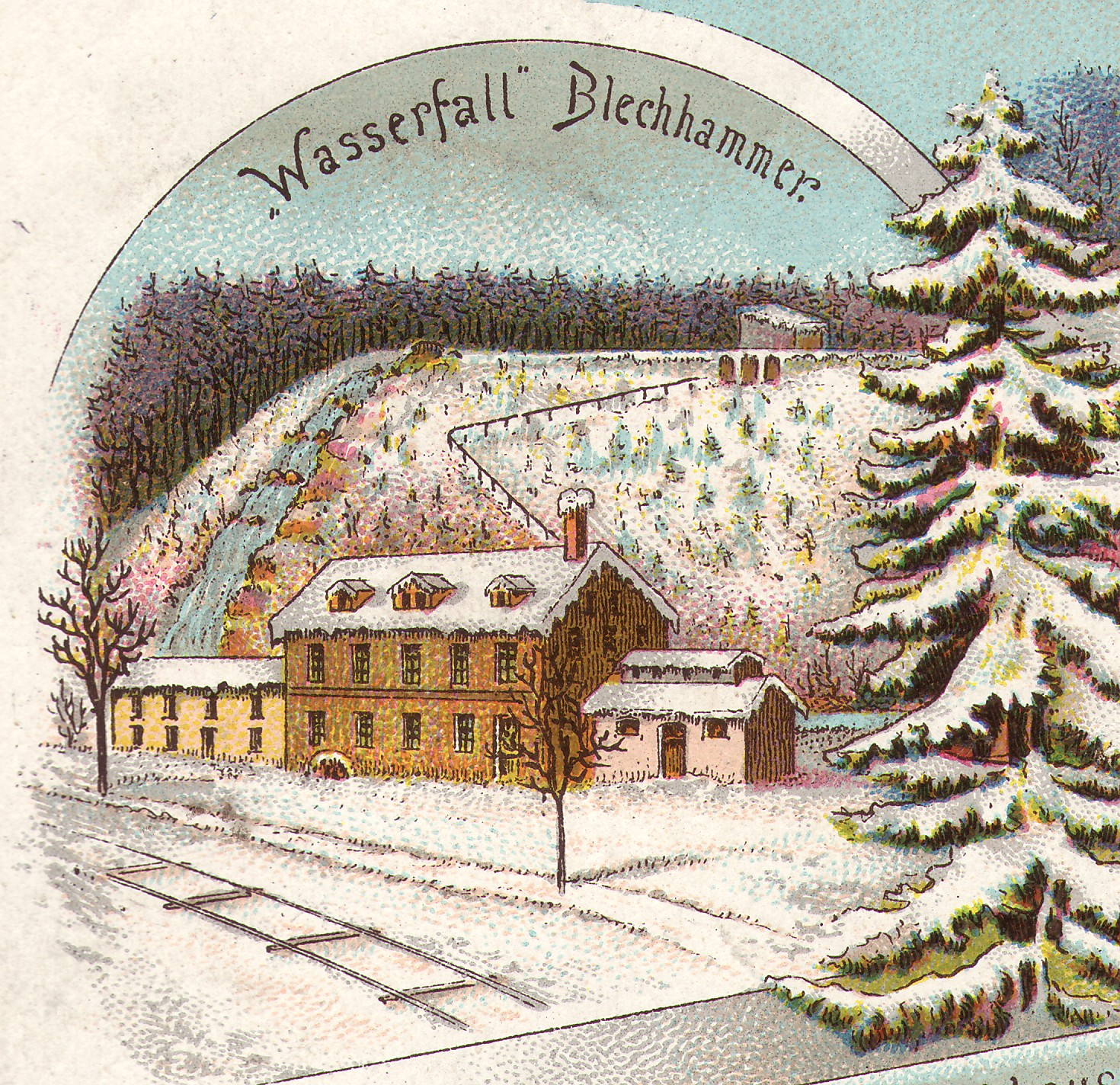
Tourismuswerbung um 1900 mit dem Wasserfall
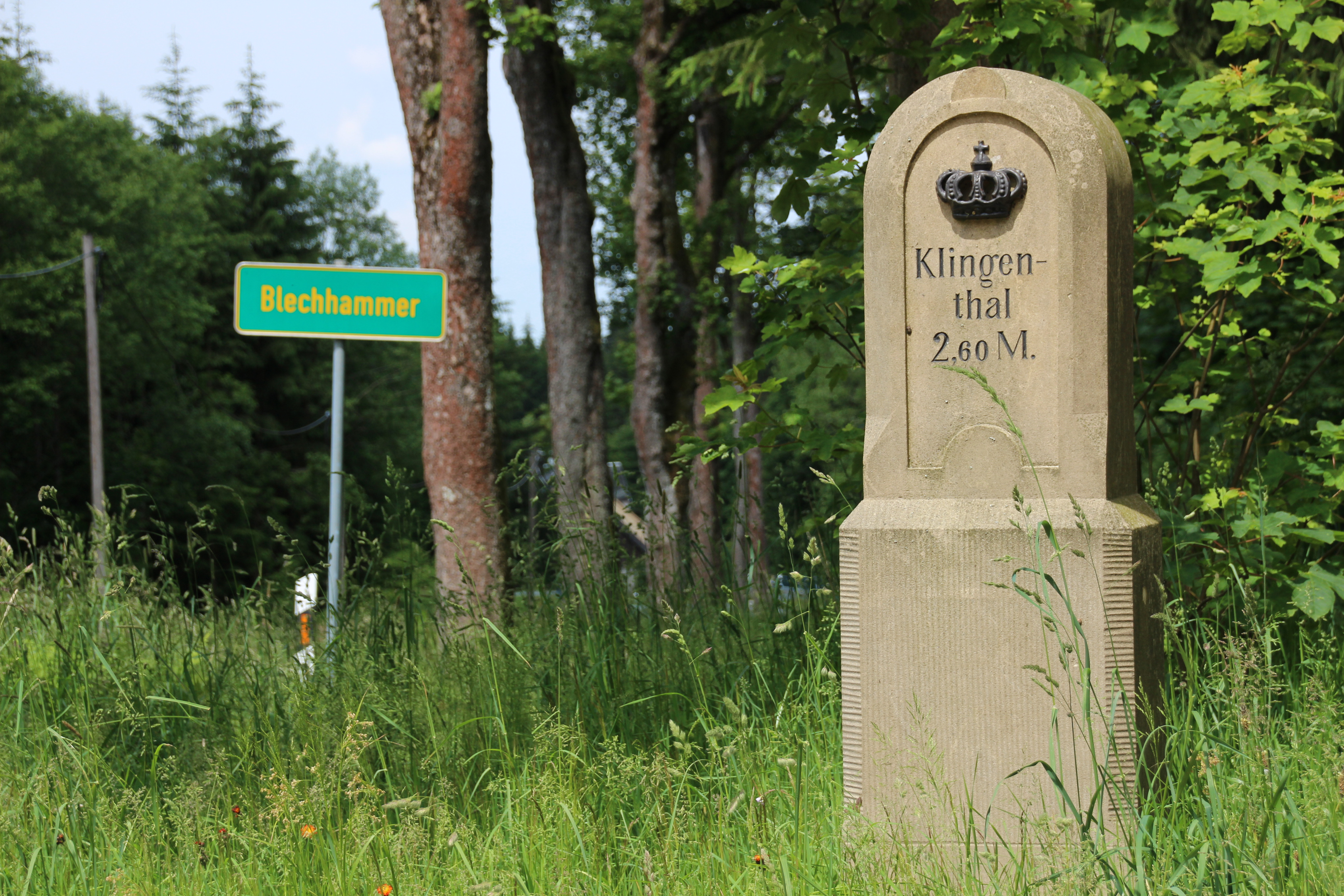
Restaurierter Postmeilenstein am oberen Ortseingang
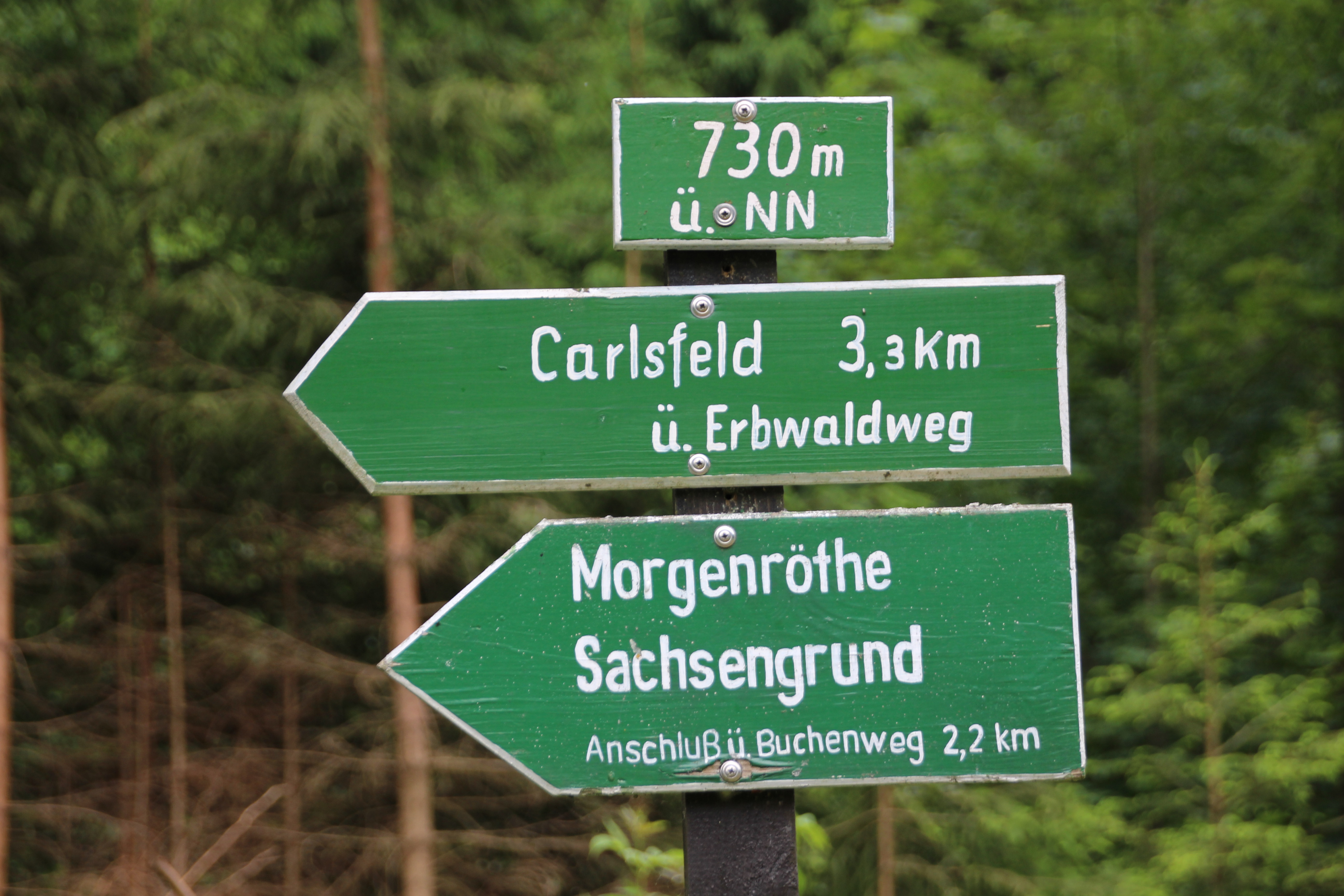
Wegweiser für Wandernde
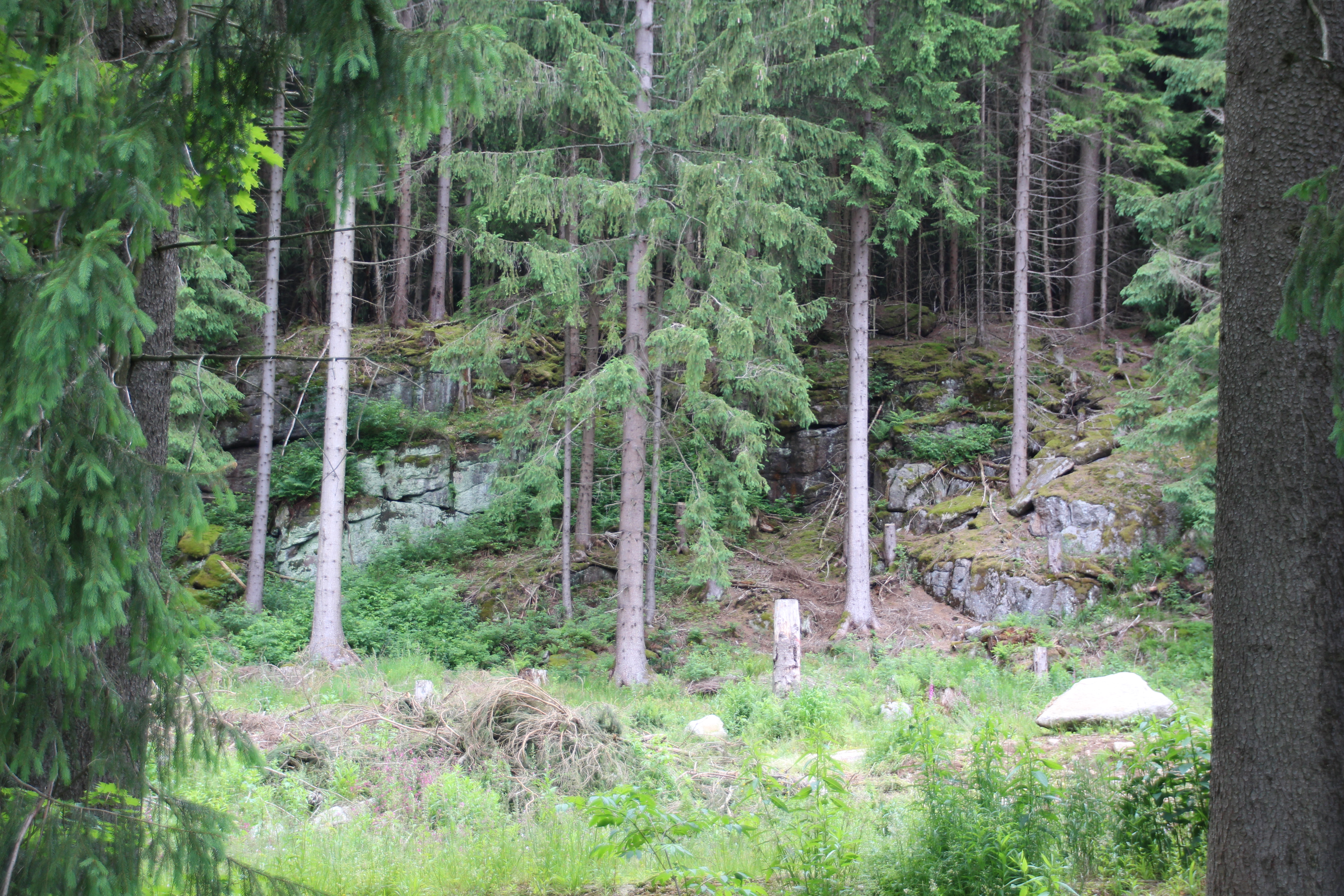
Das enge Wilzsch-Tal ist bis an die Siedlung bewaldet
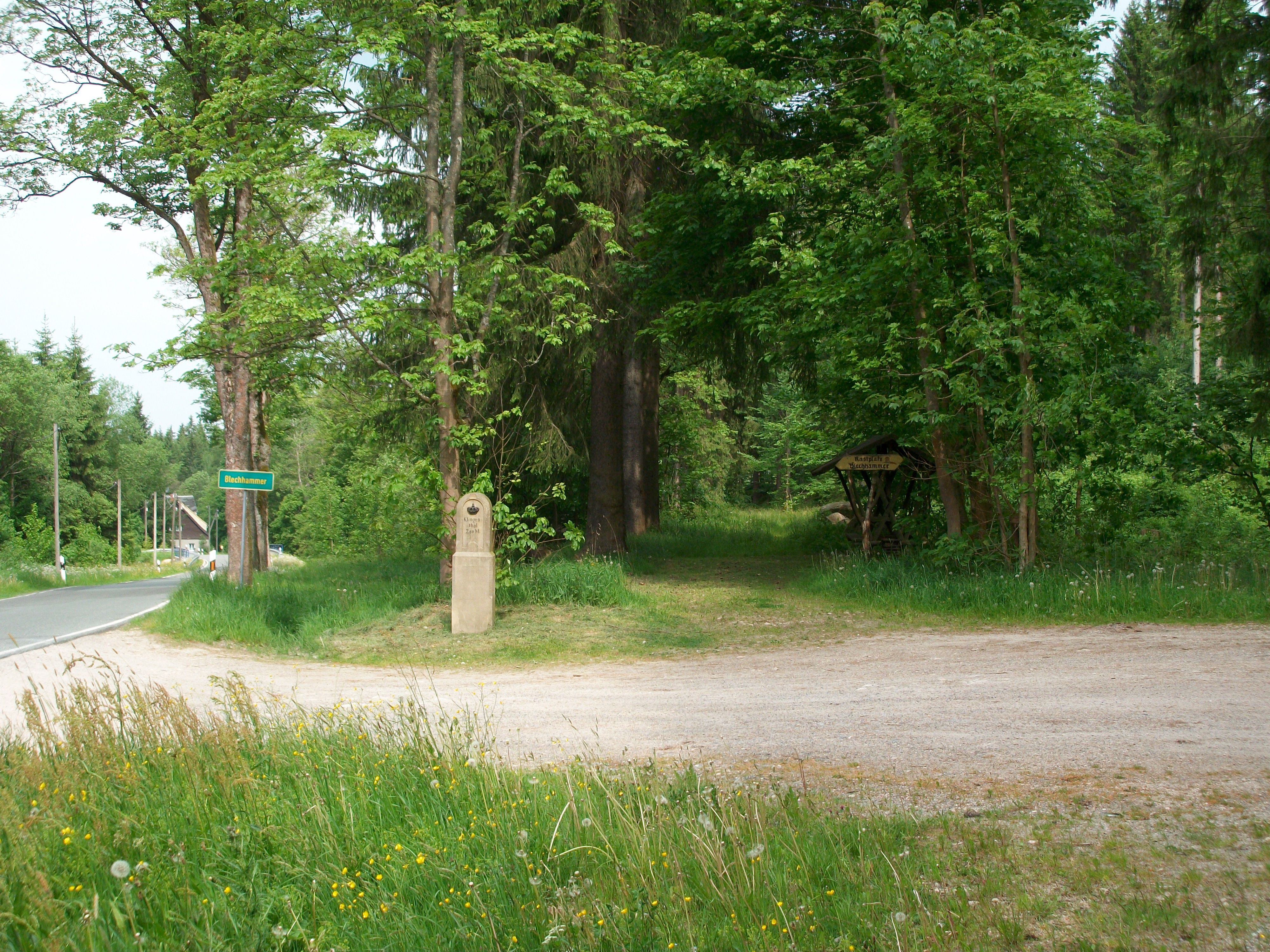
Standort des ehemaligen Haltepunkts Blechhammer (rechts, 2017)